# Gelsenkirchen-Schalke

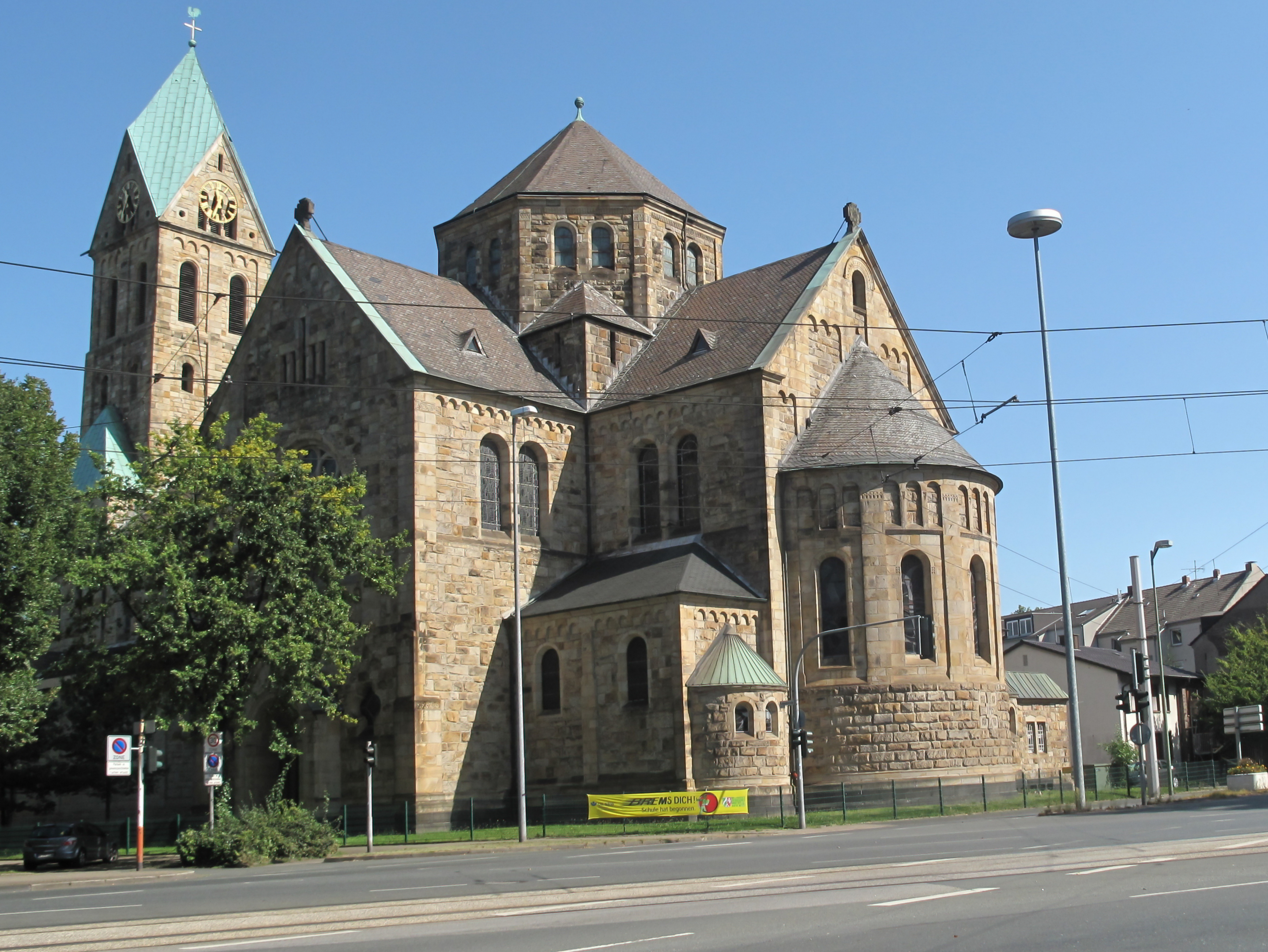
Schalke, kerk (Sankt Georgskirche) in straatzicht

Gelsenkirchen-Schalke is een stadsdeel van Gelsenkirchen in Noordrijn-Westfalen. Schalke is ongeveer 7,35 km² groot en telt ruim 25.000 inwoners.
Schalke is van oorsprong een agrarisch dorp, maar vanaf de tweede helft van de negentiende eeuw had de winning van steenkool een belangrijke rol in de groei van het dorp. Vanaf 1 april 1903 werd Schalke een stadsdeel van Gelsenkirchen.

## Sport
Begin twintigste eeuw was SuS Schalke 96 de topclub van de stad, maar nadat Schalke 04 in de jaren 1920 opkwam moest deze club de rol lossen. Aan deze club ontleent Schalke bekendheid.